# Diploastrea heliopora
Diploastrea heliopora (Lamarck, 1816) è una madrepora diffusa nell'oceano Indo-Pacifico. È l'unica specie del genere Diploastrea e della famiglia Diploastreidae.

## Descrizione

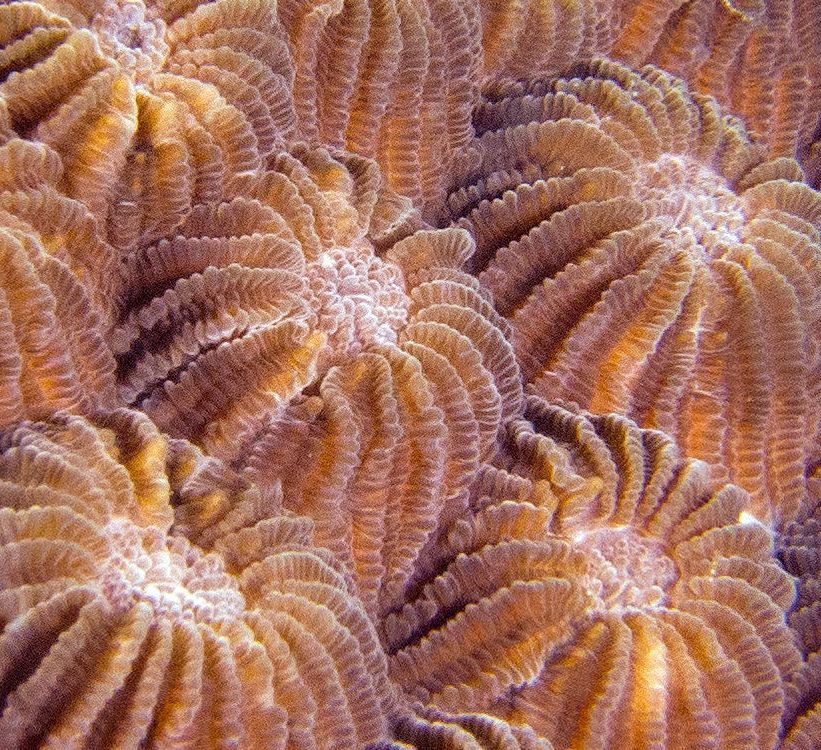
Coralliti

È una specie coloniale, che forma imponenti strutture a forma di cupola, dalla superficie liscia, alte sino a 2 m e con un diametro fino a 5 m.
I coralliti, di colore dal crema al grigio, talvolta verdastri, formano piccoli coni, con una teca molto spessa e piccole aperture. I setti sono completi, spessi sulla parete, si assottigliano in prossimità della columella. I tentacoli dei polipi sono retratti durante il giorno e fuoriescono soltanto di notte.

## Biologia
Sono coralli ermatipici che vivono in simbiosi con le zooxantelle che gli forniscono nutrimento, ed hanno quindi bisogno di luce.

## Distribuzione e habitat
Questa specie ha un ampio areale che si estende dal mar Rosso e dalle coste dell'Africa Orientale, compreso il Madagascar, attraverso l'oceano Indiano, sino all'Australia, il sudest asiatico, il Giappone, il mar della Cina orientale, e le isole del Pacifico sud-occidentale.
Vive in fondali con una profondità massima di 30 m.

## Tassonomia
Sino al recente passato il genere Diploastrea era assegnato alla famiglia Faviidae. Recenti studi filogenetici (Huang 2014) hanno portato alla sua collocazione in una famiglia a sé stante, Diploastreidae.

## Conservazione
La Lista rossa IUCN classifica Diploastrea heliopora come specie prossima alla minaccia di estinzione (Near Threatened).